# شهرداری ددوپلیس تسقارو
شهرداری ددوپلیس تسقارو (گرجی: დედოფლისწყაროს მუნიციპალიტეტი، به‌معنی چشمه ملکه) یکی از شهرداری‌های گرجستان در استان کاختی است. مرکز اداری آن ددوپلیس تسقارو است. این شهرداری در سال ۲۰۱۴ میلادی ۲۱۲۲۱ نفر جمعیت داشته است.